# Йоргачевич, Боян
Бо́ян Йорга́чевич (серб. Бојан Јоргачевић; 12 февраля 1982, Белград) — сербский футболист, вратарь. Бывший игрок сборной Сербии.

## Карьера

### Клубная
Родился в Белграде и первые годы карьеры провёл в футбольном клубе «Рад».
Перед началом сезона 2007/08 из бельгийского «Гента» ушёл Федерик Херпул, защищавший ворота команды на протяжении десяти лет. Йоргацевич был куплен клубом как второй вратарь. Но «первый номер» Александр Мартынович не проявил себя и серб стал игроком стартового состава. Он достаточно неплохо играл и был удостоен комплиментов от фанатов.
Новый сезон он начал уже как ключевой игрок «Гента» и заявил, что хочет стать символом команды. После его окончания Йоргацевич продлил контракт с клубом до 2012 года. Сезон 2009/10 стал самым успешным в истории «Гента» — он завоевал Кубок Бельгии и занял второе место в чемпионате. Вместе с центральными защитниками Марко Шулером, Стефом Уилсом и Йоргацевичем команда сформировала одну из самых надёжных оборонительных линий Бельгии. Но позиция голкипера в сборной Сербии была занята Владимиром Стойковичем.
В 2011 году перешёл в «Брюгге», подписав контракт с этим клубом до 2016 года
6 января 2015 года голкипер перешёл в болгарский «Левски» Он дебютировал за новый клуб уже 14 марта в матче против клуба «Марек 2010». Сейчас он является основным голкипером клуба. В ноябре 2015 года продилил контракт с «Левски» до конца сезона 2017/18

### В сборной
В ноябре 2010 года Йоргацевич был вызван в сборную Сербии для участия в товарищеском матче против Болгарии 17 ноября. В той игре он дебютировал за национальную команду, проведя на поле все 90 минут. В следующем году серб сыграл за сборную в нескольких матчах квалификации к Евро-2012: против Северной Ирландии (не пропустил в нём голов), сборной Фарерских Островов, Италии и Словении.

## Достижения
«Гент»
- Кубок Бельгии (1): 2009/10